# Aepyceros datoadeni
Aepyceros datoadeni és una espècie extinta molt propera a l'impala que visqué a l'actual Etiòpia durant el Pliocè, fa 3 milions d'anys. Fou descrit per Denis Geraards, René Bobe i Kaye Reed el 2002. S'assemblava molt a l'impala actual, incloent-hi en la forma de les banyes i les dents, tot i que era molt més petit. L'espècie anomenada en honor de Dato Aden, l'home àfar que en descobrí l'holotip el 1999.